# Morti nel 1961
| Questa pagina contiene informazioni ricavate automaticamente dalle voci biografiche con l'ausilio del template Bio e di un bot. L'aggiornamento è periodico e automatico e ricostruisce completamente la pagina. Se manca una persona in questa lista, sei pregato di non aggiungerla, ma accertati piuttosto che la sua voce biografica contenga il template Bio e che i dati anagrafici siano correttamente compilati. Se il template Bio manca, inseriscilo tu stesso o, in alternativa, metti l'avviso {{tmp\|Bio}} che ne segnala la mancanza. Se i dati riportati sono sbagliati, correggi direttamente la voce biografica; le modifiche saranno visibili in questa lista entro pochi giorni. Per chiarimenti vedi il progetto biografie. La lista contiene solo le 975 persone che sono citate nell'enciclopedia e per le quali è stato implementato correttamente il template Bio. Pagina aggiornata al 18 ago 2025. |

## Gennaio(69)
- 1º gennaio - Harold Stevens, conduttore radiofonico e militare britannico (n. 1883)
- 4 gennaio - Camillo Innocenti, pittore italiano (n. 1871)
- 4 gennaio - Magno Magnini, avvocato, giornalista e scrittore italiano (n. 1886)
- 4 gennaio - Erwin Schrödinger, fisico austriaco (n. 1887)
- 5 gennaio - Gaetano Azzariti, giurista e politico italiano (n. 1881)
- 5 gennaio - Jack Butler, calciatore e allenatore di calcio inglese (n. 1894)
- 5 gennaio - Georg Schneider, calciatore tedesco (n. 1892)
- 6 gennaio - Sameli Tala, mezzofondista finlandese (n. 1893)
- 6 gennaio - Regina Ullmann, poetessa e scrittrice svizzera (n. 1884)
- 7 gennaio - Heinrich Vollmer, ingegnere tedesco (n. 1885)
- 8 gennaio - Yaşar Doğu, lottatore turco (n. 1913)
- 8 gennaio - Valentin Faltlhauser, psichiatra tedesco (n. 1876)
- 8 gennaio - Stefanio Fedeli, generale e aviatore italiano (n. 1895)
- 8 gennaio - Sverre Fredriksen, calciatore norvegese (n. 1906)
- 9 gennaio - Emily Greene Balch, pacifista, scrittrice e economista statunitense (n. 1867)
- 9 gennaio - Richard Hamann, storico dell'arte tedesco (n. 1879)
- 9 gennaio - Christine Mayo, attrice statunitense (n. 1883)
- 10 gennaio - Alfonso Ferrero de Gubernatis Ventimiglia, imprenditore, dirigente sportivo e allenatore di calcio italiano (n. 1871)
- 10 gennaio - Dashiell Hammett, scrittore e investigatore statunitense (n. 1894)
- 10 gennaio - Isabel Paterson, giornalista, scrittrice e critica letteraria canadese (n. 1886)
- 10 gennaio - Walter Schnackenberg, grafico e illustratore tedesco (n. 1880)
- 11 gennaio - Elena Gerhardt, mezzosoprano tedesco (n. 1883)
- 11 gennaio - Antonio Mattioni, ingegnere italiano (n. 1880)
- 11 gennaio - Michele Tito, velocista italiano (n. 1920)
- 13 gennaio - František Drtikol, fotografo ceco (n. 1883)
- 13 gennaio - Herman Glass, ginnasta statunitense (n. 1880)
- 13 gennaio - Lem Winchester, vibrafonista statunitense (n. 1928)
- 13 gennaio - Nino Marchesini, attore italiano (n. 1895)
- 13 gennaio - Blanche Ring, cantante e attrice statunitense (n. 1871)
- 13 gennaio - Henry Morton Robinson, scrittore, poeta e saggista statunitense (n. 1898)
- 14 gennaio - Giuseppina Bollani, italiana (n. 1898)
- 14 gennaio - Barry Fitzgerald, attore irlandese (n. 1888)
- 14 gennaio - Harry Pilcer, attore, danzatore e coreografo statunitense (n. 1885)
- 14 gennaio - Ernest Thesiger, attore britannico (n. 1879)
- 15 gennaio - Natale Bosco, ciclista su strada italiano (n. 1891)
- 15 gennaio - Albert Oldman, pugile britannico (n. 1883)
- 16 gennaio - Max Schöne, nuotatore tedesco (n. 1880)
- 17 gennaio - Umberto Cipollone, avvocato e politico italiano (n. 1883)
- 17 gennaio - Étienne Drioton, egittologo e archeologo francese (n. 1889)
- 17 gennaio - Patrice Lumumba, politico congolese (Repubblica Democratica del Congo) (n. 1925)
- 18 gennaio - Marcello Moretti, attore italiano (n. 1910)
- 18 gennaio - George Holland Sabine, docente e politologo statunitense (n. 1880)
- 20 gennaio - Joseph A. A. Burnquist, politico e avvocato statunitense (n. 1879)
- 20 gennaio - Svetislav Hođera, militare, aviatore e politico jugoslavo (n. 1888)
- 21 gennaio - Blaise Cendrars, scrittore svizzero (n. 1887)
- 21 gennaio - Carl Ludvig Douglas, nobile e diplomatico svedese (n. 1908)
- 21 gennaio - Paul Romano, calciatore francese (n. 1891)
- 22 gennaio - Aldobrandino Malvezzi, orientalista italiano (n. 1881)
- 22 gennaio - Johann Meiringer, calciatore austriaco (n. 1887)
- 23 gennaio - Josip Kosor, scrittore, poeta e drammaturgo croato (n. 1879)
- 23 gennaio - Francesco Primerano, politico italiano (n. 1915)
- 24 gennaio - Alfred Carlton Gilbert, astista statunitense (n. 1884)
- 24 gennaio - Francesco Giordani, chimico italiano (n. 1896)
- 25 gennaio - Nadežda Udal'cova, artista sovietica (n. 1885)
- 27 gennaio - Jaroslav Bohata, allenatore di calcio e calciatore cecoslovacco (n. 1901)
- 27 gennaio - Leonardo Grassi, filosofo e pedagogista italiano (n. 1873)
- 27 gennaio - Voldemārs Plade, calciatore lettone (n. 1900)
- 27 gennaio - François Weber, calciatore lussemburghese
- 28 gennaio - Ingvald Eriksen, ginnasta danese (n. 1884)
- 28 gennaio - Seiu Ito, pittore giapponese (n. 1882)
- 28 gennaio - Heinrich Racker, psicoanalista, psicologo e musicologo polacco (n. 1910)
- 28 gennaio - Michele Renzulli, storico della letteratura e saggista italiano (n. 1890)
- 28 gennaio - Patricia Wentworth, scrittrice britannica (n. 1878)
- 29 gennaio - Francesco De Nicola, pittore e scultore italiano (n. 1882)
- 30 gennaio - John Duncan Fergusson, artista britannico (n. 1874)
- 30 gennaio - Adolf Tannert, ginnasta tedesco (n. 1875)
- 30 gennaio - Dorothy Thompson, giornalista, scrittrice e conduttrice radiofonica statunitense (n. 1893)
- 30 gennaio - Maud Wagner, circense statunitense (n. 1877)
- 31 gennaio - Angelico Prati, glottologo e linguista italiano (n. 1883)

## Febbraio(76)
- 1º febbraio - Guido Ferrazza, architetto e urbanista italiano (n. 1887)
- 1º febbraio - Émile Henriot, chimico francese (n. 1885)
- 1º febbraio - Max Simon, generale e criminale di guerra tedesco (n. 1899)
- 2 febbraio - Alberico Benedicenti, farmacologo e chimico italiano (n. 1866)
- 2 febbraio - Anna May Wong, attrice statunitense (n. 1905)
- 3 febbraio - Gino Baldo, fumettista e illustratore italiano (n. 1884)
- 3 febbraio - Aldo Mattei, calciatore italiano (n. 1913)
- 3 febbraio - William Morrison, I visconte Dunrossil, ufficiale e politico britannico (n. 1893)
- 4 febbraio - Fidenzio Dall'Ora, militare e politico italiano (n. 1879)
- 4 febbraio - Hazel Heald, scrittrice statunitense (n. 1896)
- 4 febbraio - Cesare Miani, architetto italiano (n. 1891)
- 4 febbraio - Arturo Nannizzi, botanico italiano (n. 1887)
- 5 febbraio - Helmuth Theodor Bossert, archeologo e storico dell'arte tedesco (n. 1889)
- 6 febbraio - Lodovico Barassi, giurista italiano (n. 1873)
- 6 febbraio - Lawrence Dundas, II marchese di Zetland, politico inglese (n. 1876)
- 6 febbraio - Giovanni Milani, avvocato e politico italiano (n. 1883)
- 6 febbraio - Leslie Archibald Powell, militare e aviatore britannico (n. 1896)
- 8 febbraio - Rudolf Batz, militare tedesco (n. 1903)
- 8 febbraio - Mary Bowes-Lyon, nobildonna britannica (n. 1883)
- 8 febbraio - Dileep Singh, principe indiano (n. 1891)
- 8 febbraio - William Duncan, attore, regista e sceneggiatore scozzese (n. 1879)
- 8 febbraio - Mattia Farina, imprenditore e politico italiano (n. 1879)
- 8 febbraio - Archer MacMackin, regista, sceneggiatore e produttore cinematografico statunitense (n. 1888)
- 9 febbraio - Rocco Vincenzo Agostino, avvocato e politico italiano (n. 1897)
- 9 febbraio - Oscar Egg, ciclista su strada e pistard svizzero (n. 1890)
- 9 febbraio - Grigorij Jakovlevič Levenfiš, scacchista sovietico (n. 1889)
- 9 febbraio - Carlos Luz, politico brasiliano (n. 1894)
- 9 febbraio - Anton Reichard von Mauchenheim und Bechtoldsheim, generale tedesco (n. 1896)
- 10 febbraio - Sid Bowser, calciatore inglese (n. 1891)
- 10 febbraio - Agostino Campi, editore italiano (n. 1903)
- 10 febbraio - Otto Feyder, ginnasta e multiplista statunitense (n. 1877)
- 10 febbraio - Velma Middleton, cantante statunitense (n. 1917)
- 11 febbraio - Enzo Masetti, compositore italiano (n. 1893)
- 12 febbraio - John Skrataas, ginnasta norvegese (n. 1890)
- 12 febbraio - Richmond Turner, ammiraglio statunitense (n. 1885)
- 13 febbraio - Mario Labò, architetto e storico dell'architettura italiano (n. 1884)
- 13 febbraio - Arthur Ripley, sceneggiatore, regista e produttore cinematografico statunitense (n. 1897)
- 14 febbraio - Piet Ooms, nuotatore e pallanuotista olandese (n. 1884)
- 15 febbraio - Laurence Owen, pattinatrice artistica su ghiaccio statunitense (n. 1944)
- 15 febbraio - Maribel Owen, pattinatrice artistica su ghiaccio statunitense (n. 1940)
- 15 febbraio - Daniel Ryan, danzatore su ghiaccio statunitense
- 15 febbraio - Maribel Vinson, pattinatrice artistica su ghiaccio e allenatrice di pattinaggio su ghiaccio statunitense (n. 1911)
- 16 febbraio - Reino Häyhänen, militare e agente segreto sovietico (n. 1920)
- 16 febbraio - Aleksandrs Kerno, calciatore lettone (n. 1900)
- 16 febbraio - Bernard Paget, generale britannico (n. 1887)
- 16 febbraio - Dazzy Vance, giocatore di baseball statunitense (n. 1891)
- 17 febbraio - Julius Jaenzon, direttore della fotografia svedese (n. 1885)
- 17 febbraio - Nita Naldi, attrice statunitense (n. 1894)
- 18 febbraio - Johannes Birk, ginnasta danese (n. 1893)
- 18 febbraio - Anil Kumar Das, astronomo indiano (n. 1902)
- 19 febbraio - Anders Andersen, lottatore danese (n. 1881)
- 19 febbraio - Mario Bonetti, ammiraglio italiano (n. 1888)
- 19 febbraio - Giovanni Di Guglielmo, ematologo e patologo italiano (n. 1886)
- 19 febbraio - George Johnson, doppiatore statunitense (n. 1898)
- 20 febbraio - Douglas Erith Derry, anatomista e antropologo britannico (n. 1874)
- 20 febbraio - Percy Grainger, compositore australiano (n. 1882)
- 21 febbraio - Aldo Cerlini, storico e paleografo italiano (n. 1880)
- 21 febbraio - Agostino Guerresi, prefetto e politico italiano (n. 1880)
- 21 febbraio - Adam Krzeptowski, fotografo, regista e attore cinematografico polacco (n. 1898)
- 22 febbraio - Carlo Ernesto Accetti, scrittore e critico d'arte italiano (n. 1882)
- 22 febbraio - Antonín Eltschkner, vescovo cattolico e esperantista ceco (n. 1880)
- 22 febbraio - Nick La Rocca, musicista, compositore e arrangiatore statunitense (n. 1889)
- 22 febbraio - Giacomo Paulucci di Calboli, ambasciatore italiano (n. 1887)
- 22 febbraio - George de Cuevas, mecenate cileno (n. 1885)
- 24 febbraio - Herman de By, nuotatore olandese (n. 1873)
- 24 febbraio - Enrico Maria Chiappo, paroliere, compositore e editore italiano (n. 1892)
- 24 febbraio - Camillo Erba, ciclista su strada italiano (n. 1909)
- 24 febbraio - Angelo Virgilio Vavassori, scultore italiano (n. 1885)
- 25 febbraio - Gino Gasperini, magistrato e politico italiano (n. 1885)
- 25 febbraio - Sebastiano Visconti Prasca, generale italiano (n. 1883)
- 26 febbraio - Harry Bannister, attore statunitense (n. 1889)
- 26 febbraio - Fritz Bechtold, alpinista e ingegnere tedesco (n. 1901)
- 26 febbraio - Alberto Galateo, calciatore argentino (n. 1911)
- 26 febbraio - Muhammad V del Marocco, sultano marocchino (n. 1909)
- 26 febbraio - Uberto de Morpurgo, tennista italiano (n. 1896)
- 27 febbraio - Platt Adams, altista, lunghista e triplista statunitense (n. 1885)

## Marzo(72)
- 2 marzo - Norah Elam, attivista britannica (n. 1878)
- 3 marzo - Alan Bailey, canottiere canadese (n. 1881)
- 3 marzo - Paul Wittgenstein, pianista austriaco (n. 1887)
- 4 marzo - Herbert Lyon, calciatore inglese (n. 1875)
- 4 marzo - Egidio Meneghetti, medico e farmacologo italiano (n. 1892)
- 5 marzo - Kjeld Abell, drammaturgo, scenografo e regista teatrale danese (n. 1901)
- 5 marzo - Hilary Jenkinson, archivista britannico (n. 1882)
- 5 marzo - Fritiof Svensson, lottatore svedese (n. 1896)
- 5 marzo - Ferdinand Werner, politico e storico tedesco (n. 1876)
- 6 marzo - George Formby, attore e cantautore britannico (n. 1904)
- 6 marzo - Marcello Mimmi, cardinale e arcivescovo cattolico italiano (n. 1882)
- 6 marzo - Boris Andreevič Vil'kickij, navigatore, cartografo e geodeta russo (n. 1885)
- 6 marzo - George Woodger, calciatore inglese (n. 1883)
- 7 marzo - Camillo Bruto Bonzi, scrittore, regista e sceneggiatore italiano (n. 1887)
- 7 marzo - Giorgio Clarotti, economista italiano (n. 1903)
- 7 marzo - Bill Harris, nuotatore statunitense (n. 1897)
- 8 marzo - Thomas Beecham, direttore d'orchestra e saggista britannico (n. 1879)
- 8 marzo - Gala Galaction, presbitero, teologo e politico rumeno (n. 1879)
- 8 marzo - Bill Komenich, cestista statunitense (n. 1916)
- 8 marzo - Thomas Nixon Carver, economista statunitense (n. 1865)
- 9 marzo - Luigi Baldi, calciatore italiano (n. 1894)
- 9 marzo - Cezar Petrescu, scrittore, giornalista e traduttore rumeno (n. 1892)
- 9 marzo - Wilbur Sweatman, clarinettista, direttore d'orchestra e compositore statunitense (n. 1882)
- 10 marzo - Gino Chierici, architetto e restauratore italiano (n. 1877)
- 10 marzo - Michail Iosifovič Dubson, regista cinematografico sovietico (n. 1899)
- 10 marzo - Jane Gylling, nuotatrice svedese (n. 1902)
- 12 marzo - Victor d'Arcy, velocista britannico (n. 1887)
- 12 marzo - Belinda Lee, attrice britannica (n. 1935)
- 12 marzo - André Marc, presbitero, teologo e filosofo francese (n. 1892)
- 13 marzo - Xhemal Aranitasi, generale albanese (n. 1886)
- 13 marzo - Ruth Fischer, politica e agente segreta tedesca (n. 1895)
- 14 marzo - Vitale Giovanni Gallina, diplomatico e politico italiano (n. 1893)
- 14 marzo - Akiba Rubinstein, scacchista polacco (n. 1882)
- 14 marzo - Felix Smeets, calciatore olandese (n. 1904)
- 14 marzo - Otto Sponheimer, generale tedesco (n. 1886)
- 14 marzo - Karl Zörgiebel, politico tedesco (n. 1878)
- 15 marzo - Musbah bint Nasser, principessa araba (n. 1884)
- 16 marzo - Chen Geng, generale, politico e scrittore cinese (n. 1903)
- 16 marzo - Guido Guidotti Mori, politico e militare italiano (n. 1877)
- 16 marzo - Václav Talich, direttore d'orchestra e violinista ceco (n. 1883)
- 17 marzo - Umberto Pennano, calciatore italiano (n. 1886)
- 17 marzo - Susanna Madora Salter, politica e attivista statunitense (n. 1860)
- 18 marzo - Mizzi Günther, soprano austriaco (n. 1879)
- 19 marzo - Francesco Di Cristina, mafioso italiano (n. 1896)
- 19 marzo - Ettore Fagiuoli, architetto e scenografo italiano (n. 1884)
- 19 marzo - B. Carroll Reece, politico statunitense (n. 1889)
- 21 marzo - Carlo Aldini, attore e produttore cinematografico italiano (n. 1894)
- 21 marzo - José Casares Gil, chimico spagnolo (n. 1866)
- 21 marzo - Walter Maturi, storico e bibliotecario italiano (n. 1902)
- 22 marzo - Pietro Ivanov, canottiere italiano (n. 1894)
- 22 marzo - Fëdor Isidorovič Kuznecov, generale sovietico (n. 1898)
- 23 marzo - Valentin Bondarenko, aviatore e cosmonauta sovietico (n. 1937)
- 24 marzo - H. C. Bailey, scrittore inglese (n. 1878)
- 24 marzo - Matthew Albert Hunter, ingegnere neozelandese (n. 1878)
- 25 marzo - Lorenzo Calogero, poeta italiano (n. 1910)
- 25 marzo - Arthur Drewry, dirigente sportivo inglese (n. 1891)
- 25 marzo - Vojislav Kecmanović, politico bosniaco (n. 1881)
- 25 marzo - Anthony Ashley-Cooper, IX conte di Shaftesbury, generale e filantropo inglese (n. 1869)
- 26 marzo - Paolo De Michelis, politico italiano (n. 1889)
- 26 marzo - Wesley Disney, politico e avvocato statunitense (n. 1883)
- 26 marzo - Carlos Duarte Costa, vescovo cattolico brasiliano (n. 1888)
- 27 marzo - Giovanni Poggi, storico e museologo italiano (n. 1880)
- 27 marzo - Minoru Sasaki, generale giapponese (n. 1893)
- 29 marzo - Fritzi Ridgeway, attrice statunitense (n. 1898)
- 29 marzo - Armand Robin, scrittore, traduttore e critico letterario francese (n. 1912)
- 30 marzo - Sayyid Hossein Tabataba'i Borujerdi, teologo e giurista iraniano (n. 1875)
- 30 marzo - Philibert Jacques Melotte, astronomo britannico (n. 1880)
- 31 marzo - Ben Adams, altista e lunghista statunitense (n. 1880)
- 31 marzo - Tiburzio Donadon, pittore e restauratore italiano (n. 1881)
- 31 marzo - Paul Landowski, scultore francese (n. 1875)
- 31 marzo - Giuseppe Maria Palatucci, vescovo cattolico italiano (n. 1892)
- 31 marzo - René Waleff, canottiere francese (n. 1874)

## Aprile(73)
- 2 aprile - Vindizio Nodari Pesenti, pittore e scultore italiano (n. 1879)
- 3 aprile - Oscar Chirimini, calciatore uruguaiano (n. 1917)
- 3 aprile - Carsten Høeg, filologo classico danese (n. 1896)
- 3 aprile - Barry Vincent Jackson, regista, scenografo e impresario teatrale inglese (n. 1879)
- 3 aprile - Eliseo Mouriño, calciatore argentino (n. 1927)
- 3 aprile - Jacques Pessers, vescovo cattolico olandese (n. 1896)
- 3 aprile - Rudolf Schwarz, architetto tedesco (n. 1897)
- 3 aprile - José Silva, calciatore portoghese (n. 1903)
- 4 aprile - Giorgio Walter Chili, regista e sceneggiatore italiano (n. 1918)
- 4 aprile - Dante Iovino, militare italiano (n. 1912)
- 5 aprile - Nicola Musto, politico e sindacalista italiano (n. 1919)
- 5 aprile - Olga Máté, fotografa ungherese (n. 1878)
- 6 aprile - Rudolph John Anderson, chimico svedese (n. 1879)
- 6 aprile - Jules Jean Baptiste Vincent Bordet, medico e batteriologo belga (n. 1870)
- 6 aprile - Giuseppe Borrelli, veterinario italiano (n. 1893)
- 6 aprile - Knut Lindberg, velocista, giavellottista e multiplista svedese (n. 1882)
- 7 aprile - Vanessa Bell, pittrice britannica (n. 1879)
- 7 aprile - Virgilio Brocchi, scrittore italiano (n. 1876)
- 7 aprile - Giani Stuparich, scrittore e militare italiano (n. 1891)
- 8 aprile - Maria Annunziata d'Asburgo-Lorena, nobile (n. 1876)
- 9 aprile - Giuseppe Alessandro Favaro, matematico e astronomo italiano (n. 1876)
- 9 aprile - Oliver Onions, scrittore britannico (n. 1873)
- 9 aprile - Zog I di Albania, politico e militare albanese (n. 1895)
- 10 aprile - Louis Bastien, esperantista e generale francese (n. 1869)
- 10 aprile - Ernst Bickel, filologo classico tedesco (n. 1876)
- 10 aprile - Hermann Pfannmüller, psichiatra e neurologo tedesco (n. 1886)
- 11 aprile - Roffredo Caetani, nobile, compositore e collezionista d'arte italiano (n. 1871)
- 11 aprile - Angelo Cerica, generale e politico italiano (n. 1885)
- 11 aprile - Luigi Du Jardin, pallanuotista e calciatore italiano (n. 1893)
- 11 aprile - Alice Howell, attrice statunitense (n. 1886)
- 11 aprile - Padma Shamsher Jang Bahadur Rana, politico nepalese (n. 1882)
- 12 aprile - Mbarek Bekkay, politico marocchino (n. 1907)
- 12 aprile - Aziz Ezzat Pascià, politico egiziano (n. 1869)
- 13 aprile - Alberto Crivelli, calciatore, allenatore di calcio e arbitro di calcio italiano (n. 1883)
- 13 aprile - Vasilij Žitarev, calciatore russo (n. 1891)
- 14 aprile - Émile Henriot, scrittore e critico letterario francese (n. 1889)
- 14 aprile - Harry Ryan, pistard britannico (n. 1893)
- 14 aprile - José María Sobral, militare, scienziato e esploratore argentino (n. 1880)
- 14 aprile - Mario Toccabelli, arcivescovo cattolico italiano (n. 1889)
- 15 aprile - Alfred Zimmermann, cestista estone (n. 1912)
- 16 aprile - Martien Houtkooper, calciatore olandese (n. 1891)
- 16 aprile - Carl Hovland, psicologo statunitense (n. 1912)
- 18 aprile - Edmond Guiraud, drammaturgo, attore e librettista francese (n. 1879)
- 19 aprile - Max Hainle, nuotatore e pallanuotista tedesco (n. 1882)
- 19 aprile - Manuel Quiroga, violinista spagnolo (n. 1892)
- 20 aprile - Humberto Sorí Marín, rivoluzionario e politico cubano (n. 1915)
- 21 aprile - Serafino Mazzarocchi, ginnasta italiano (n. 1890)
- 21 aprile - Isabella d'Orléans, nobile francese (n. 1878)
- 24 aprile - Henri Aldebert, giocatore di curling e bobbista francese (n. 1880)
- 24 aprile - Isaia Billé, contrabbassista, compositore e pubblicista italiano (n. 1874)
- 24 aprile - Hans Friedrich Blunck, scrittore e poeta tedesco (n. 1888)
- 24 aprile - Lee Moran, attore, regista e sceneggiatore statunitense (n. 1888)
- 24 aprile - Angelo Cesare Vigiani, vescovo cattolico e missionario italiano (n. 1880)
- 25 aprile - Klaas Breeuwer, calciatore olandese (n. 1901)
- 25 aprile - Vittorio Cerruti, diplomatico italiano (n. 1881)
- 25 aprile - Bob Garrett, pesista, discobolo e altista statunitense (n. 1875)
- 25 aprile - George Melford, regista e attore statunitense (n. 1877)
- 25 aprile - Václav Pšenička, sollevatore cecoslovacco (n. 1906)
- 25 aprile - Guglielmo Reiss Romoli, dirigente d'azienda italiano (n. 1895)
- 26 aprile - Sven Ohlsson, lottatore svedese (n. 1886)
- 26 aprile - Hari Singh, principe indiano (n. 1895)
- 27 aprile - Roy Del Ruth, regista statunitense (n. 1893)
- 27 aprile - Armando Melis de Villa, architetto e urbanista italiano (n. 1889)
- 27 aprile - Gustav Ucicky, regista, direttore della fotografia e sceneggiatore austriaco (n. 1898)
- 28 aprile - Georg Albertsen, ginnasta danese (n. 1889)
- 28 aprile - Tom Connolly, arbitro di baseball inglese (n. 1870)
- 28 aprile - Armando Martins, calciatore portoghese (n. 1905)
- 29 aprile - Cisco Houston, cantautore statunitense (n. 1918)
- 29 aprile - Miff Mole, trombonista e direttore d'orchestra statunitense (n. 1898)
- 29 aprile - Raffaele Petti, politico italiano (n. 1882)
- 30 aprile - Dickie Dale, pilota motociclistico britannico (n. 1927)
- 30 aprile - Jean De Bie, calciatore belga (n. 1892)
- 30 aprile - Jessie R. Fauset, scrittrice, poetessa e saggista statunitense (n. 1882)

## Maggio(72)
- 1º maggio - Paddy Brennan, giocatore di lacrosse canadese (n. 1877)
- 2 maggio - Juozas Jurgėla, cestista lituano (n. 1911)
- 3 maggio - Lajos Dinnyés, politico ungherese (n. 1901)
- 3 maggio - Maurice Merleau-Ponty, filosofo francese (n. 1908)
- 3 maggio - Massimo Raffaello Scala, militare italiano (n. 1933)
- 4 maggio - Wouter Brouwer, schermidore olandese (n. 1882)
- 4 maggio - Johannes Hengeveld, tiratore di fune olandese (n. 1894)
- 4 maggio - Anita Stewart, attrice statunitense (n. 1895)
- 5 maggio - Alessandro Fantini, ciclista su strada italiano (n. 1932)
- 6 maggio - Lucian Blaga, filosofo, poeta e drammaturgo rumeno (n. 1895)
- 6 maggio - Theodor Karl Julius Herzog, botanico tedesco (n. 1880)
- 7 maggio - Michel Dupoix, calciatore francese (n. 1893)
- 7 maggio - Carmel Snow, giornalista irlandese (n. 1887)
- 8 maggio - Karl Prusik, alpinista e musicista austriaco (n. 1896)
- 9 maggio - Carlo Colognatti, giornalista e politico italiano (n. 1904)
- 10 maggio - Luciano Doria, giornalista, regista e sceneggiatore italiano (n. 1891)
- 10 maggio - Romolo Quazza, storico italiano (n. 1884)
- 10 maggio - Rollin S. Sturgeon, regista e sceneggiatore statunitense (n. 1877)
- 11 maggio - Cesare Maggi, pittore italiano (n. 1881)
- 11 maggio - Giovanni Tiella, architetto italiano (n. 1892)
- 12 maggio - Tony Bettenhausen, pilota automobilistico statunitense (n. 1916)
- 12 maggio - Vincenz Müller, generale e politico tedesco (n. 1894)
- 13 maggio - Gary Cooper, attore statunitense (n. 1901)
- 13 maggio - Angelo Rodinò, generale italiano (n. 1863)
- 13 maggio - Yuriy Voronoy, chirurgo ucraino (n. 1895)
- 14 maggio - James Leonard Farmer Senior, scrittore, teologo e educatore statunitense (n. 1886)
- 15 maggio - Róża Czacka, religiosa polacca (n. 1876)
- 15 maggio - Christian Dolfen, archivista tedesco (n. 1877)
- 15 maggio - Tom Gorman, giocatore di lacrosse canadese (n. 1886)
- 15 maggio - Hélène Jourdan-Morhange, violinista, scrittrice e critica musicale francese (n. 1888)
- 15 maggio - Francesco Pieri, vescovo cattolico italiano (n. 1902)
- 15 maggio - Guido Rocca, scrittore, drammaturgo e sceneggiatore italiano (n. 1928)
- 16 maggio - Kiyotake Kawaguchi, militare giapponese (n. 1892)
- 16 maggio - Ralf Törngren, politico finlandese (n. 1899)
- 17 maggio - Fritz Baumgarten, calciatore tedesco (n. 1886)
- 17 maggio - Goffredo Lanzara, politico italiano (n. 1878)
- 17 maggio - Fernand Schammel, calciatore lussemburghese (n. 1923)
- 17 maggio - Frans Van Cauwelaert, politico e avvocato belga (n. 1880)
- 18 maggio - Henry O'Neill, attore statunitense (n. 1891)
- 18 maggio - Viljo Vesterinen, fisarmonicista e compositore finlandese (n. 1907)
- 19 maggio - Gaetano Aliberti, architetto e decoratore italiano (n. 1888)
- 19 maggio - Grace George, attrice statunitense (n. 1879)
- 19 maggio - Angelo Nicolato, politico e oculista italiano (n. 1888)
- 19 maggio - Giovanni Pegna, militare e ingegnere aeronautico italiano (n. 1888)
- 20 maggio - Ernesto Giardini, banchiere e politico italiano (n. 1869)
- 21 maggio - Alfredo Frassati, editore, giornalista e politico italiano (n. 1868)
- 21 maggio - Ranko Hanai, attrice giapponese (n. 1918)
- 21 maggio - Céline Laguarde, fotografa francese (n. 1873)
- 22 maggio - Edward F. Cline, regista, sceneggiatore e attore statunitense (n. 1891)
- 22 maggio - Joan Davis, attrice statunitense (n. 1907)
- 23 maggio - Piet Kramer, architetto olandese (n. 1881)
- 23 maggio - Percy Loraine, diplomatico britannico (n. 1880)
- 23 maggio - Adela Pankhurst, attivista britannica (n. 1885)
- 23 maggio - Turu Rizzo, pallanuotista maltese (n. 1894)
- 23 maggio - Frank Roberts, calciatore inglese (n. 1893)
- 24 maggio - Mario Manfredi, driver italiano (n. 1924)
- 24 maggio - Jacob Preus, politico statunitense (n. 1883)
- 25 maggio - Michele Biancale, critico d'arte e storico dell'arte italiano (n. 1878)
- 26 maggio - Léon Huot, calciatore francese (n. 1898)
- 27 maggio - Arturo Benigni, generale italiano (n. 1890)
- 28 maggio - Gino Valori, regista, sceneggiatore e giornalista italiano (n. 1890)
- 28 maggio - Victor Vina, attore francese (n. 1885)
- 28 maggio - Louis Vivin, pittore francese (n. 1861)
- 28 maggio - Jan Vrba, scrittore ceco (n. 1889)
- 29 maggio - Olga Visentini, scrittrice, traduttrice e docente italiana (n. 1893)
- 30 maggio - Werner Richard Heymann, compositore tedesco (n. 1896)
- 30 maggio - Joseph Pearman, marciatore statunitense (n. 1892)
- 30 maggio - Antonio Powolny, calciatore austriaco (n. 1899)
- 30 maggio - Rafael Leónidas Trujillo, politico e generale dominicano (n. 1891)
- 31 maggio - Michael Barne, militare e esploratore britannico (n. 1877)
- 31 maggio - Josef Knubel, alpinista svizzera (n. 1881)
- 31 maggio - Octave Meynier, ufficiale francese (n. 1874)

## Giugno(68)
- 1º giugno - Melvin Jones, dirigente d'azienda, filantropo e attivista statunitense (n. 1879)
- 2 giugno - Francesco De Vita, politico italiano (n. 1913)
- 2 giugno - George S. Kaufman, commediografo, regista teatrale e produttore teatrale statunitense (n. 1889)
- 2 giugno - Louis de Wohl, scrittore e astrologo ungherese (n. 1903)
- 3 giugno - Genesio Bozzoni, calciatore italiano (n. 1904)
- 3 giugno - Raffaele De Caro, avvocato e politico italiano (n. 1883)
- 3 giugno - Mario Muccini, militare e scrittore italiano (n. 1895)
- 3 giugno - John Stone, produttore cinematografico e sceneggiatore statunitense (n. 1888)
- 3 giugno - Henri Wernli, lottatore svizzero (n. 1898)
- 4 giugno - William Astbury, fisico inglese (n. 1898)
- 4 giugno - Helen Stratton, illustratrice britannica (n. 1867)
- 4 giugno - Alice Voinescu, saggista, filosofa e traduttrice rumena (n. 1885)
- 6 giugno - Biagio Andò, politico italiano (n. 1915)
- 6 giugno - Johan Axel Eriksson, architetto e inventore svedese (n. 1888)
- 6 giugno - Carl Gustav Jung, psichiatra, psicoanalista e antropologo svizzero (n. 1875)
- 8 giugno - Olav Bjaaland, combinatista nordico e esploratore norvegese (n. 1873)
- 8 giugno - Thea Prandi, soubrette, cantante e attrice italiana (n. 1925)
- 9 giugno - Carlo Anti, archeologo italiano (n. 1889)
- 9 giugno - Arnstein Arneberg, architetto norvegese (n. 1882)
- 9 giugno - Ernest Beaux, profumiere francese (n. 1881)
- 9 giugno - Kateryna Bilokur, artista ucraina (n. 1900)
- 9 giugno - Camille Guérin, microbiologo e veterinario francese (n. 1872)
- 9 giugno - Marcello Personeni, calciatore italiano (n. 1931)
- 10 giugno - Michael Buchberger, arcivescovo cattolico tedesco (n. 1874)
- 10 giugno - Vivienne Osborne, attrice statunitense (n. 1896)
- 10 giugno - Rolf Scherenberg, generale tedesco (n. 1897)
- 10 giugno - Arnoldo Marcelliano Zendralli, insegnante e editore svizzero (n. 1887)
- 12 giugno - Stefano Reggio D'Aci, avvocato e politico italiano (n. 1882)
- 13 giugno - Christian Hansen, ginnasta danese (n. 1891)
- 14 giugno - Sebald Rutgers, politologo e ingegnere olandese (n. 1879)
- 15 giugno - Giulio Cabianca, pilota automobilistico italiano (n. 1923)
- 15 giugno - Eduardo Torroja, ingegnere spagnolo (n. 1899)
- 16 giugno - Pietro Zaglio, generale italiano (n. 1885)
- 17 giugno - Jeff Chandler, attore e cantante statunitense (n. 1918)
- 17 giugno - Ludovico D'Aragona, sindacalista e politico italiano (n. 1876)
- 18 giugno - Bullet Baker, giocatore di football americano statunitense (n. 1900)
- 18 giugno - Bel Ami, giornalista, commediografo e paroliere italiano (n. 1887)
- 18 giugno - Mario Augusto Martini, politico e diplomatico italiano (n. 1884)
- 18 giugno - Ampelio Tettamanti, artista italiano (n. 1914)
- 19 giugno - Elena Aiello, religiosa e mistica italiana (n. 1895)
- 19 giugno - Augusto Barcia Trelles, politico spagnolo (n. 1881)
- 19 giugno - Riccardo Momigliano, giornalista, politico e antifascista italiano (n. 1879)
- 20 giugno - Raffaele Albertella, pittore italiano (n. 1911)
- 20 giugno - Jack Dawn, truccatore statunitense (n. 1892)
- 21 giugno - Walter Marciano, calciatore brasiliano (n. 1931)
- 22 giugno - Vincenzo Colli, fondista italiano (n. 1899)
- 22 giugno - Maria di Romania, regina (n. 1900)
- 22 giugno - George Strange, canottiere canadese (n. 1880)
- 23 giugno - Richard Gunn, pugile britannico (n. 1871)
- 23 giugno - Nikolaj Mal'ko, musicista e direttore d'orchestra ucraino (n. 1883)
- 24 giugno - Lanier Bartlett, sceneggiatore e scrittore statunitense (n. 1879)
- 24 giugno - Andrea Corsini, medico e storico della scienza italiano (n. 1875)
- 24 giugno - E. A. Mario, paroliere e poeta italiano (n. 1884)
- 25 giugno - Miriam A. Ferguson, politica statunitense (n. 1875)
- 26 giugno - Hélène Dutrieu, ciclista e aviatrice belga (n. 1877)
- 26 giugno - Kenneth Fearing, scrittore statunitense (n. 1902)
- 27 giugno - Paul Guilfoyle, attore e regista statunitense (n. 1902)
- 27 giugno - Charles Kenyon, sceneggiatore e commediografo statunitense (n. 1880)
- 28 giugno - Arthur Allers, velista norvegese (n. 1875)
- 28 giugno - Maneca, calciatore brasiliano (n. 1926)
- 28 giugno - Cesare Zanzottera, ciclista su strada italiano (n. 1886)
- 29 giugno - Anna Capodaglio, attrice italiana (n. 1879)
- 29 giugno - Elof Ericsson, politico svedese (n. 1887)
- 29 giugno - Georges Guillain, neurologo francese (n. 1876)
- 30 giugno - Lee De Forest, scienziato, inventore e regista statunitense (n. 1873)
- 30 giugno - Ersilio Menzani, arcivescovo cattolico italiano (n. 1872)
- 30 giugno - Giovanni Petucco, pittore, scultore e ceramista italiano (n. 1910)
- 30 giugno - Lucio Schirò, politico e pastore metodista italiano (n. 1877)

## Luglio(74)
- 1º luglio - Cesare Andreoni, artista italiano (n. 1903)
- 1º luglio - Louis-Ferdinand Céline, scrittore, medico e militare francese (n. 1894)
- 1º luglio - Jānis Endzelīns, linguista lettone (n. 1873)
- 2 luglio - Tullio Covre, aviatore italiano (n. 1917)
- 2 luglio - Pola Gauguin, pittore, critico d'arte e biografo norvegese (n. 1883)
- 2 luglio - Ernest Hemingway, scrittore e giornalista statunitense (n. 1899)
- 3 luglio - Giacomo Strizzi, poeta italiano (n. 1888)
- 3 luglio - Georg Heinrich Thiessen, astronomo tedesco (n. 1914)
- 3 luglio - Filippo Zappi, militare, esploratore e diplomatico italiano (n. 1896)
- 4 luglio - Max Breunig, allenatore di calcio e calciatore tedesco (n. 1888)
- 4 luglio - Franklyn Farnum, attore statunitense (n. 1878)
- 4 luglio - Guido Po, ammiraglio e scrittore italiano (n. 1878)
- 5 luglio - Aniello Calcara, arcivescovo cattolico e letterato italiano (n. 1881)
- 5 luglio - Ebore Canella, ginnasta italiana (n. 1913)
- 5 luglio - Ludwik Fleck, microbiologo e filosofo polacco (n. 1896)
- 5 luglio - Aldo Garzanti, imprenditore, editore e filantropo italiano (n. 1883)
- 6 luglio - Cuno Amiet, pittore, illustratore e scultore svizzero (n. 1868)
- 6 luglio - Scott LaFaro, bassista statunitense (n. 1936)
- 6 luglio - Enrique Larreta, poeta, drammaturgo e diplomatico argentino (n. 1875)
- 6 luglio - Konstantinos Logothetopoulos, politico greco (n. 1878)
- 6 luglio - Giovanni Treccani, imprenditore e editore italiano (n. 1877)
- 7 luglio - Pietro Capizzi, arcivescovo cattolico italiano (n. 1880)
- 7 luglio - John L. Cason, attore statunitense (n. 1918)
- 9 luglio - Whittaker Chambers, giornalista, scrittore e agente segreto statunitense (n. 1901)
- 9 luglio - Vicente Iranzo Enguita, politico spagnolo (n. 1889)
- 10 luglio - Dagny Servaes, attrice tedesca (n. 1894)
- 10 luglio - Alberto Talegalli, attore, sceneggiatore e conduttore radiofonico italiano (n. 1913)
- 11 luglio - Mario Vercellino, generale italiano (n. 1879)
- 12 luglio - Mazo de la Roche, scrittrice canadese (n. 1879)
- 13 luglio - Alan Marshal, attore australiano (n. 1909)
- 14 luglio - Albert Bogen, schermidore austriaco (n. 1882)
- 14 luglio - Kurt Cuno, generale tedesco (n. 1896)
- 14 luglio - Teresa Marangoni, attrice italiana (n. 1875)
- 15 luglio - Nina Bari, matematica sovietica (n. 1901)
- 15 luglio - Giorgio Ferreri, medico, docente e politico italiano (n. 1893)
- 15 luglio - Umberto Pugliese, generale italiano (n. 1880)
- 15 luglio - Don Sunderlage, cestista statunitense (n. 1929)
- 16 luglio - Andrea Oggioni, alpinista italiano (n. 1930)
- 16 luglio - George Jivaji Rao Scindia di Gwalior, principe e politico indiano (n. 1916)
- 17 luglio - Ty Cobb, giocatore di baseball e allenatore di baseball statunitense (n. 1886)
- 17 luglio - Ol'ga Dmitrievna Forš, scrittrice sovietica (n. 1873)
- 18 luglio - Robert Dauphin, calciatore francese (n. 1905)
- 18 luglio - Müşfika Kadın, ottomana
- 19 luglio - Margot Lander, ballerina danese (n. 1910)
- 19 luglio - Paul Willard Merrill, astronomo statunitense (n. 1887)
- 19 luglio - Giovanni Querzoli, politico italiano (n. 1884)
- 20 luglio - Kurt-Jürgen von Lützow, generale tedesco (n. 1892)
- 21 luglio - Alan Rice-Oxley, aviatore inglese (n. 1896)
- 22 luglio - Jacques-André Boiffard, fotografo e medico francese (n. 1902)
- 22 luglio - Cesare Lovati, allenatore di calcio e calciatore argentino (n. 1891)
- 22 luglio - Eduard von Winterstein, attore tedesco (n. 1871)
- 23 luglio - Esther Dale, attrice statunitense (n. 1885)
- 23 luglio - Valentine Davies, sceneggiatore, regista e produttore cinematografico statunitense (n. 1905)
- 23 luglio - Martin Haftmann, calciatore tedesco (n. 1899)
- 23 luglio - Shigeko Higashikuni, principessa giapponese (n. 1925)
- 23 luglio - Gerrit Horsten, calciatore olandese (n. 1900)
- 24 luglio - Felicetto Giuliante, scultore italiano (n. 1885)
- 24 luglio - Giovanni Oreste Villa, partigiano e politico italiano (n. 1903)
- 25 luglio - Emilio de la Forest de Divonne, dirigente sportivo italiano (n. 1899)
- 25 luglio - Nescio, scrittore olandese (n. 1882)
- 25 luglio - Siro Persichelli, generale italiano (n. 1890)
- 26 luglio - Latino Barilli, pittore italiano (n. 1883)
- 26 luglio - Eino Forsström, ginnasta finlandese (n. 1889)
- 26 luglio - Augusto Manzini, pittore italiano (n. 1885)
- 27 luglio - Theodore Chanler, compositore statunitense (n. 1902)
- 28 luglio - Harry Gribbon, attore statunitense (n. 1885)
- 28 luglio - Noburō Ōfuji, regista, disegnatore e animatore giapponese (n. 1900)
- 29 luglio - Paul Deman, ciclista su strada belga (n. 1889)
- 29 luglio - Harry O. Hoyt, sceneggiatore e regista statunitense (n. 1885)
- 30 luglio - Domenico Gambino, calciatore italiano (n. 1920)
- 30 luglio - Giovanni Miegge, teologo e pastore protestante italiano (n. 1900)
- 30 luglio - Rudolf Schilberg, sollevatore austriaco (n. 1894)
- 30 luglio - Domenico Tardini, cardinale e arcivescovo cattolico italiano (n. 1888)
- 31 luglio - Herbert Jennings Rose, filologo classico e grecista britannico (n. 1883)

## Agosto(86)
- 1º agosto - Domingo Pérez Cáceres, vescovo cattolico spagnolo (n. 1892)
- 2 agosto - Federico Pinna Berchet, dirigente pubblico italiano (n. 1898)
- 3 agosto - Giovanni Battista Angioletti, giornalista e scrittore italiano (n. 1896)
- 3 agosto - Nicola Canali, cardinale italiano (n. 1874)
- 3 agosto - Julius Clementz, calciatore norvegese (n. 1890)
- 3 agosto - Zoltán Tildy, politico ungherese (n. 1889)
- 4 agosto - George Brudenell-Bruce, VI marchese di Ailesbury, ufficiale inglese (n. 1873)
- 4 agosto - Francesco Musotto, politico italiano (n. 1881)
- 4 agosto - Maurice Tourneur, regista, sceneggiatore e produttore cinematografico francese (n. 1873)
- 4 agosto - Victor van Strydonck de Burkel, generale belga (n. 1876)
- 5 agosto - Sidney Holland, politico neozelandese (n. 1893)
- 6 agosto - Eugenio Mosso, calciatore argentino (n. 1895)
- 6 agosto - Antonio Urdinarán, calciatore uruguaiano (n. 1898)
- 6 agosto - Jozef-Ernest Van Roey, cardinale e arcivescovo cattolico belga (n. 1874)
- 7 agosto - Olga Brunner, mecenate italiana (n. 1885)
- 8 agosto - Méi Lánfāng, attore teatrale cinese (n. 1894)
- 9 agosto - Walter Bedell Smith, generale statunitense (n. 1895)
- 9 agosto - Giuseppe Ferruccio Montesano, psicologo e psichiatra italiano (n. 1868)
- 10 agosto - Géza von Bolváry, regista, sceneggiatore e attore ungherese (n. 1897)
- 10 agosto - Venanzio Zolla, pittore italiano (n. 1880)
- 11 agosto - Ion Barbu, poeta e matematico rumeno (n. 1895)
- 11 agosto - Elvira Betrone, attrice italiana (n. 1881)
- 11 agosto - Arturo Marpicati, scrittore e politico italiano (n. 1891)
- 12 agosto - Salah Ben Youssef, politico tunisino (n. 1907)
- 12 agosto - Francesco Briganti, bibliotecario e storico italiano (n. 1873)
- 12 agosto - Francesca Costa, ginnasta italiana (n. 1936)
- 13 agosto - Adeline De Walt Reynolds, attrice statunitense (n. 1862)
- 13 agosto - Mario Sironi, pittore italiano (n. 1885)
- 13 agosto - Márk Vedres, scultore ungherese (n. 1871)
- 13 agosto - Giovanni Dellepiane, arcivescovo cattolico italiano (n. 1889)
- 14 agosto - Thomas Valentin Aass, politico e velista norvegese (n. 1887)
- 14 agosto - Henri Breuil, archeologo, antropologo e geologo francese (n. 1877)
- 14 agosto - Guido Alberto Fano, compositore, direttore d'orchestra e pianista italiano (n. 1875)
- 14 agosto - Donald Gallaher, attore e regista statunitense (n. 1895)
- 14 agosto - Marcel Jousse, gesuita e antropologo francese (n. 1886)
- 14 agosto - Heddle Nash, tenore inglese (n. 1894)
- 14 agosto - Nadežda Andreevna Obuchova, mezzosoprano sovietico (n. 1886)
- 14 agosto - Luigi Russo, critico letterario e storico della letteratura italiano (n. 1892)
- 14 agosto - Clark Ashton Smith, poeta, scultore e pittore statunitense (n. 1893)
- 14 agosto - Lionello Venturi, critico d'arte e storico dell'arte italiano (n. 1885)
- 15 agosto - Anne Sewell Young, astronoma e docente statunitense (n. 1871)
- 15 agosto - Alfrēds Lazdiņš, calciatore lettone (n. 1900)
- 15 agosto - Otto Ruge, generale norvegese (n. 1882)
- 16 agosto - Virginio Borioni, politico e partigiano italiano (n. 1903)
- 17 agosto - Ferdinand Payan, ciclista su strada francese (n. 1870)
- 17 agosto - Tom Reed, sceneggiatore statunitense (n. 1901)
- 17 agosto - Carlos Salzedo, arpista, compositore e direttore d'orchestra statunitense (n. 1885)
- 18 agosto - Leonhard Frank, scrittore tedesco (n. 1882)
- 18 agosto - Hubert Henry Norsworthy, organista inglese (n. 1885)
- 18 agosto - Aleksej Dmitrievič Popov, regista cinematografico russo (n. 1892)
- 19 agosto - Nicolae Herescu, latinista, traduttore e poeta romeno (n. 1906)
- 20 agosto - Efrem Bartoletti, sindacalista e poeta italiano (n. 1889)
- 20 agosto - Percy Williams Bridgman, fisico statunitense (n. 1882)
- 20 agosto - Gwen Lee, attrice statunitense (n. 1904)
- 20 agosto - Duncan Walker, calciatore scozzese (n. 1896)
- 21 agosto - Priamo Bigiandi, politico e partigiano italiano (n. 1900)
- 21 agosto - Luigi Liberato Buonvino, pittore italiano (n. 1893)
- 21 agosto - Dorothy Burgess, attrice statunitense (n. 1907)
- 21 agosto - Attilio Colombo, calciatore italiano (n. 1887)
- 21 agosto - Domenico Donna, avvocato e calciatore italiano (n. 1883)
- 21 agosto - Marco Levi Bianchini, psichiatra e psicoanalista italiano (n. 1875)
- 21 agosto - Michelangelo Petruzziello, latinista italiano (n. 1902)
- 21 agosto - Augusto Rostagni, filologo classico italiano (n. 1892)
- 21 agosto - Pierre d'Hugues, schermidore francese (n. 1873)
- 22 agosto - Ida Siekmann, attivista tedesca (n. 1902)
- 22 agosto - Ossian Skiöld, martellista svedese (n. 1889)
- 23 agosto - Gotthard Sachsenberg, aviatore e militare tedesco (n. 1891)
- 23 agosto - Beals Wright, tennista statunitense (n. 1879)
- 24 agosto - Giovanni Borromeo, medico italiano (n. 1898)
- 24 agosto - Francesco Trombadori, pittore italiano (n. 1886)
- 25 agosto - Cesare Curcio, politico italiano (n. 1904)
- 25 agosto - Morris Travers, chimico britannico (n. 1872)
- 26 agosto - Hampe Faustman, attore e regista svedese (n. 1919)
- 26 agosto - Vittore Frigerio, giornalista e scrittore svizzero (n. 1885)
- 26 agosto - Howard Percy Robertson, matematico, fisico e cosmologo statunitense (n. 1903)
- 26 agosto - Gail Russell, attrice statunitense (n. 1924)
- 26 agosto - Vladimir Vladimirovič Sofronickij, pianista russo (n. 1901)
- 27 agosto - Hermann Becker-Freyseng, medico tedesco (n. 1910)
- 28 agosto - Nunzio La Farina, compositore italiano (n. 1896)
- 28 agosto - Beppo Levi, matematico italiano (n. 1875)
- 29 agosto - Ettore Meini, ciclista su strada italiano (n. 1903)
- 29 agosto - Niels Petersen, ginnasta danese (n. 1885)
- 30 agosto - Charles Coburn, attore statunitense (n. 1877)
- 30 agosto - Marian Reeves, attivista britannica (n. 1879)
- 31 agosto - Roberto Ciaramella, cantante e attore teatrale italiano (n. 1887)
- 31 agosto - Michele Cozzoli, compositore, direttore d'orchestra e arrangiatore italiano (n. 1915)

## Settembre(71)
- 1º settembre - Raffaele Bastianelli, chirurgo e politico italiano (n. 1863)
- 1º settembre - William Zebulon Foster, politico e sindacalista statunitense (n. 1881)
- 1º settembre - Eero Saarinen, architetto e designer finlandese (n. 1910)
- 2 settembre - Gian Maria Cominetti, regista e sceneggiatore italiano (n. 1884)
- 2 settembre - Angelo De Magistris, calciatore italiano (n. 1886)
- 2 settembre - Fred Kelsey, attore, regista e sceneggiatore statunitense (n. 1884)
- 3 settembre - Louis Notari, scrittore, poeta e politico monegasco (n. 1879)
- 4 settembre - Théodore Simon, psicologo francese (n. 1873)
- 4 settembre - Emil von Dungern, scienziato tedesco (n. 1867)
- 5 settembre - Maria di Campello, religiosa italiana (n. 1875)
- 6 settembre - Giovanni Costanzo, calciatore e allenatore di calcio italiano (n. 1915)
- 7 settembre - Pietro Bonannini, militare e aviatore italiano (n. 1919)
- 7 settembre - Pieter Sjoerds Gerbrandy, politico olandese (n. 1885)
- 7 settembre - Emanuele Grazzi, diplomatico, scrittore e traduttore italiano (n. 1891)
- 8 settembre - Evelyn Sandberg Vavalà, storica dell'arte britannica (n. 1888)
- 8 settembre - Gina Moneta, attrice italiana (n. 1894)
- 9 settembre - Simon Gantillon, drammaturgo e sceneggiatore francese (n. 1887)
- 10 settembre - Wolfgang von Trips, pilota automobilistico tedesco (n. 1928)
- 10 settembre - Leo Carrillo, attore statunitense (n. 1880)
- 10 settembre - Lussorio Cau, carabiniere italiano (n. 1867)
- 10 settembre - Luigi Coletti, storico dell'arte e critico d'arte italiano (n. 1886)
- 10 settembre - Ernest Payne, pistard britannico (n. 1884)
- 10 settembre - Frederick Pethick-Lawrence, politico inglese (n. 1871)
- 10 settembre - Jerzy Józef Henryk Potocki, nobile e diplomatico polacco (n. 1889)
- 11 settembre - Paolo Bernard, cantante e attore italiano (n. 1885)
- 11 settembre - George Irving, attore e regista statunitense (n. 1874)
- 12 settembre - Horace Barnes, calciatore inglese (n. 1891)
- 12 settembre - Arturo Ferrario, ciclista su strada italiano (n. 1891)
- 13 settembre - David Bowes-Lyon, nobile britannico (n. 1902)
- 13 settembre - Harry Isaacs, pugile sudafricano (n. 1908)
- 13 settembre - Oreste Lardone, progettista italiano (n. 1894)
- 14 settembre - Isabel Rea, attrice statunitense (n. 1889)
- 14 settembre - Attilio Salvatore, politico italiano (n. 1890)
- 14 settembre - Paul ten Bruggencate, astronomo e astrofisico tedesco (n. 1901)
- 15 settembre - Maria Benedicta Föhrenbach, religiosa tedesca (n. 1883)
- 16 settembre - Sven Colliander, cavaliere svedese (n. 1890)
- 17 settembre - Adnan Menderes, politico turco (n. 1899)
- 17 settembre - Fatin Rüştü Zorlu, politico e diplomatico turco (n. 1910)
- 18 settembre - Dag Hammarskjöld, diplomatico, economista e scrittore svedese (n. 1905)
- 19 settembre - Alberto Salietti, pittore italiano (n. 1892)
- 19 settembre - Lucia Sturdza-Bulandra, attrice e docente romena (n. 1873)
- 20 settembre - Guglielmo Josa, imprenditore e politico italiano (n. 1870)
- 20 settembre - Andrzej Munk, regista polacco (n. 1921)
- 21 settembre - Maurice Delage, compositore e pianista francese (n. 1879)
- 21 settembre - Earle Dickson, inventore statunitense (n. 1892)
- 22 settembre - Angelo Cameroni, allenatore di rugby a 15 e calciatore italiano (n. 1891)
- 22 settembre - Marion Davies, attrice statunitense (n. 1897)
- 22 settembre - Carlo Galeffi, baritono italiano (n. 1884)
- 22 settembre - Guy de Luget, schermidore francese (n. 1884)
- 23 settembre - Elmer Diktonius, scrittore finlandese (n. 1896)
- 23 settembre - John Eldredge, attore statunitense (n. 1904)
- 23 settembre - Romeo Neri, velocista, ginnasta e allenatore di ginnastica artistica italiano (n. 1903)
- 23 settembre - Bruno Quirinetta, cantante, batterista e compositore italiano (n. 1911)
- 24 settembre - Tore Blom, altista e lunghista svedese (n. 1880)
- 24 settembre - Sumner Welles, politico e diplomatico statunitense (n. 1892)
- 25 settembre - Gustav Blaha, calciatore austriaco (n. 1888)
- 25 settembre - Frank Fay, attore e sceneggiatore statunitense (n. 1891)
- 25 settembre - Raffaele Soru, militare italiano (n. 1921)
- 26 settembre - Juanita Hansen, attrice cinematografica statunitense (n. 1895)
- 26 settembre - Bülbül, tenore e musicologo sovietico (n. 1897)
- 26 settembre - Mario Racheli, imprenditore e politico italiano (n. 1879)
- 27 settembre - Hilda Doolittle, scrittrice e poetessa statunitense (n. 1886)
- 27 settembre - Harry Traver, ingegnere statunitense (n. 1877)
- 27 settembre - Josep Maria de Sagarra, poeta, scrittore e traduttore spagnolo (n. 1894)
- 28 settembre - Ora Graves, militare e marinaio statunitense (n. 1896)
- 28 settembre - Antonino Parlapiano Vella, politico italiano (n. 1881)
- 29 settembre - Reinhard Herbig, archeologo tedesco (n. 1898)
- 29 settembre - William Shea, montatore e regista canadese (n. 1893)
- 29 settembre - Attilio Torresini, scultore italiano (n. 1884)
- 30 settembre - Paul Eagler, effettista e direttore della fotografia statunitense (n. 1890)
- 30 settembre - Michael Memelauer, vescovo cattolico austriaco (n. 1874)

## Ottobre(85)
- 1º ottobre - William Otterwell Brady, arcivescovo cattolico statunitense (n. 1899)
- 1º ottobre - Donald Cook, attore statunitense (n. 1901)
- 1º ottobre - Rosa Sensat, docente e pedagogista spagnola (n. 1873)
- 1º ottobre - Illés Spitz, allenatore di calcio e calciatore ungherese (n. 1902)
- 3 ottobre - Hans-Bodo von Alvensleben-Neugattersleben, politico tedesco (n. 1882)
- 3 ottobre - Martin Hinton, zoologo britannico (n. 1883)
- 4 ottobre - Max Weber, pittore e poeta statunitense (n. 1881)
- 5 ottobre - Giovanni Bucci, scrittore italiano (n. 1883)
- 5 ottobre - Booker Little, trombettista statunitense (n. 1938)
- 5 ottobre - Cleto Locatelli, pugile italiano (n. 1906)
- 5 ottobre - Giuseppe Piccioli, pianista, compositore e musicologo italiano (n. 1905)
- 6 ottobre - Oprando Bottura, giavellottista e pesista italiano (n. 1896)
- 6 ottobre - Francesco Caporale, presbitero italiano (n. 1872)
- 6 ottobre - Frances Schroth, nuotatrice statunitense (n. 1893)
- 7 ottobre - Gea della Garisenda, cantante italiana (n. 1878)
- 8 ottobre - Giorgio Anselmi, funzionario e politico italiano (n. 1873)
- 8 ottobre - Mona Goya, attrice e regista messicana (n. 1909)
- 8 ottobre - Hussein Hegazi, calciatore egiziano (n. 1891)
- 8 ottobre - John D. Hertz, imprenditore e filantropo statunitense (n. 1879)
- 8 ottobre - Felix Hüttl, calciatore austriaco (n. 1884)
- 9 ottobre - Angelo Franco, scultore italiano (n. 1887)
- 10 ottobre - Giovanni Carignani, politico italiano (n. 1893)
- 10 ottobre - Raymond Cazanave, fumettista, scrittore e pedagogista francese (n. 1893)
- 10 ottobre - Lewin Fitzhamon, regista, attore e sceneggiatore britannico (n. 1869)
- 10 ottobre - Joe Triscari, trombettista statunitense (n. 1914)
- 11 ottobre - Wallace Lupino, attore e sceneggiatore britannico (n. 1898)
- 11 ottobre - Chico Marx, comico, attore e pianista statunitense (n. 1887)
- 11 ottobre - Dagmar di Danimarca, principessa danese (n. 1890)
- 12 ottobre - Maurice Jean-Baptiste Amoudru, vescovo cattolico francese (n. 1878)
- 12 ottobre - Eugene Bullard, aviatore statunitense (n. 1894)
- 12 ottobre - Marguerite Monnot, pianista e compositrice francese (n. 1903)
- 12 ottobre - Maria Valtorta, scrittrice italiana (n. 1897)
- 13 ottobre - Maya Deren, regista ucraina (n. 1917)
- 13 ottobre - Augustus John, pittore e incisore britannico (n. 1878)
- 13 ottobre - Zoltán Korda, regista e sceneggiatore ungherese (n. 1895)
- 13 ottobre - Archimede Melchior, calciatore italiano (n. 1901)
- 13 ottobre - Carmelo Psaila, presbitero, scrittore e poeta maltese (n. 1871)
- 13 ottobre - Louis Rwagasore, politico burundese (n. 1932)
- 14 ottobre - Silvio Napoli, generale e aviatore italiano (n. 1902)
- 14 ottobre - Paul Ramadier, politico francese (n. 1888)
- 14 ottobre - Harriet Shaw Weaver, editrice, giornalista e attivista inglese (n. 1876)
- 15 ottobre - Ángel Chiesa, calciatore argentino (n. 1900)
- 15 ottobre - Domenico Cortopassi, compositore e direttore d'orchestra italiano (n. 1875)
- 15 ottobre - John Joseph Mitty, arcivescovo cattolico statunitense (n. 1884)
- 16 ottobre - Wilhelm Falk, calciatore tedesco (n. 1898)
- 18 ottobre - Tsuru Aoki, attrice giapponese (n. 1892)
- 18 ottobre - Arnold Durig, fisiologo austriaco (n. 1872)
- 18 ottobre - Raffaelangelo Palazzi, vescovo cattolico e missionario italiano (n. 1886)
- 18 ottobre - Rodolphe Rubattel, politico svizzero (n. 1896)
- 19 ottobre - Şemsettin Günaltay, politico turco (n. 1883)
- 19 ottobre - Werner Jaeger, filologo classico e grecista tedesco (n. 1888)
- 19 ottobre - Sergio Osmeña, politico filippino (n. 1878)
- 19 ottobre - Mihail Sadoveanu, scrittore rumeno (n. 1880)
- 20 ottobre - Andjar Asmara, regista, sceneggiatore e drammaturgo indonesiano (n. 1902)
- 20 ottobre - Kazimierz Laskowski, schermidore polacco (n. 1899)
- 21 ottobre - Nils Ferlin, poeta svedese (n. 1898)
- 21 ottobre - Bill Jesko, cestista e allenatore di pallacanestro statunitense (n. 1915)
- 21 ottobre - Karl Korsch, filosofo e politico tedesco (n. 1886)
- 21 ottobre - Gilberto de Almeida Rêgo, arbitro di calcio brasiliano (n. 1881)
- 22 ottobre - Joseph Schenck, produttore cinematografico russo (n. 1878)
- 22 ottobre - Aloys Van de Vyvere, politico belga (n. 1871)
- 23 ottobre - Aymo Maggi, pilota automobilistico italiano (n. 1903)
- 23 ottobre - Vincenzo Orlandini, arbitro di calcio italiano (n. 1910)
- 23 ottobre - Paolino Pellanda, politico italiano (n. 1887)
- 24 ottobre - Clem Stephenson, allenatore di calcio e calciatore inglese (n. 1890)
- 25 ottobre - Giuseppe Cavalli, fotografo italiano (n. 1904)
- 25 ottobre - Sheridan Downey, avvocato e politico statunitense (n. 1884)
- 26 ottobre - Sadae Inoue, generale giapponese (n. 1886)
- 26 ottobre - Gastone Martelli, calciatore italiano (n. 1908)
- 26 ottobre - Milan Stojadinović, politico e economista jugoslavo (n. 1888)
- 26 ottobre - Michele Troisi, politico italiano (n. 1906)
- 28 ottobre - Alfredo Polledro, traduttore, giornalista e attivista italiano (n. 1885)
- 29 ottobre - Carlo Pastorino, scrittore e poeta italiano (n. 1887)
- 29 ottobre - Renzo Ravenna, avvocato e politico italiano (n. 1893)
- 29 ottobre - Tiny Sandford, attore statunitense (n. 1894)
- 29 ottobre - Emerich Vogl, calciatore e allenatore di calcio rumeno (n. 1905)
- 30 ottobre - Georges Artigue, calciatore svizzero (n. 1883)
- 30 ottobre - Luigi Einaudi, politico, economista e giornalista italiano (n. 1874)
- 30 ottobre - Cayetano Ordóñez, torero spagnolo (n. 1904)
- 30 ottobre - Natale Sardelli, architetto italiano (n. 1890)
- 30 ottobre - Margherita Sarfatti, critica d'arte italiana (n. 1880)
- 30 ottobre - Carlo Semenza, ingegnere e alpinista italiano (n. 1893)
- 31 ottobre - Alberto Chividini, calciatore argentino (n. 1907)
- 31 ottobre - Bernard McLaughlin, mafioso statunitense
- 31 ottobre - Marcel Vertes, pittore, scenografo e costumista francese (n. 1895)

## Novembre(86)
- 1º novembre - Joan McCracken, ballerina e attrice statunitense (n. 1917)
- 1º novembre - Beatrice di Borbone-Spagna, principessa e duchessa (n. 1874)
- 2 novembre - Harriet Bosse, attrice norvegese (n. 1878)
- 2 novembre - Luigi Amato, pittore italiano (n. 1898)
- 2 novembre - Giulio Marazzina, politico e sindacalista italiano (n. 1893)
- 2 novembre - Josef Karel Matocha, arcivescovo cattolico ceco (n. 1888)
- 2 novembre - Nikolaj Vasil'evič Nikol'skij, scrittore, etnografo e giornalista russo (n. 1878)
- 2 novembre - Salman ibn Hamad Al Khalifa, sovrano bahreinita (n. 1894)
- 2 novembre - James Thurber, giornalista, fumettista e scrittore statunitense (n. 1894)
- 3 novembre - Henri Hirschmann, musicista e compositore francese (n. 1872)
- 3 novembre - Wilfred Holroyd, schermidore britannico (n. 1877)
- 4 novembre - John Dalrymple, XII conte di Stair, politico scozzese (n. 1879)
- 4 novembre - Fritz Stein, direttore d'orchestra, musicologo e filosofo tedesco (n. 1879)
- 6 novembre - Harry DeBaecke, canottiere statunitense (n. 1879)
- 6 novembre - Frederick Etchen, tiratore a segno statunitense (n. 1884)
- 6 novembre - Giovanni Sartori, politico italiano (n. 1894)
- 6 novembre - Fritz Schwarz, bobbista tedesco (n. 1899)
- 6 novembre - Axel Wahlberg, schermidore svedese (n. 1941)
- 7 novembre - Kathleen Kirkham, attrice statunitense (n. 1895)
- 7 novembre - Mary Richardson, politica canadese (n. 1889)
- 7 novembre - Pierre-Maurice-Marie Rivière, arcivescovo cattolico francese (n. 1871)
- 8 novembre - Ferdinand Bie, multiplista norvegese (n. 1888)
- 8 novembre - Giovanni Ernesto Caporali, sindacalista e politico italiano (n. 1891)
- 8 novembre - Fritz Haller, sollevatore austriaco (n. 1905)
- 8 novembre - Herb Vollmer, pallanuotista statunitense (n. 1895)
- 9 novembre - Mario Tchou, ingegnere e informatico italiano (n. 1924)
- 10 novembre - Salvatore Pollicino, tenore italiano (n. 1884)
- 11 novembre - Filippo Di Giovanni, aviatore e militare italiano (n. 1919)
- 11 novembre - Armando Fausto Fabi, militare italiano (n. 1931)
- 11 novembre - Antonio Mamone, militare italiano (n. 1933)
- 11 novembre - Amedeo Parmeggiani, militare e aviatore italiano (n. 1918)
- 11 novembre - Dario Viterbo, scultore, incisore e orafo italiano (n. 1890)
- 12 novembre - Manlio Cremonini, politico italiano (n. 1901)
- 12 novembre - Max Hansen, tenore, attore e cabarettista danese (n. 1897)
- 12 novembre - Giuseppe Mazzini, imprenditore e politico italiano (n. 1883)
- 13 novembre - Wally Brown, attore statunitense (n. 1904)
- 13 novembre - Anthony Joseph Drexel Biddle, diplomatico statunitense (n. 1897)
- 14 novembre - Karl Jansen, sollevatore tedesco (n. 1908)
- 15 novembre - Elsie Ferguson, attrice statunitense (n. 1883)
- 15 novembre - Alexander Klein, architetto russo (n. 1879)
- 15 novembre - Gustaaf Nietvelt, compositore di scacchi belga (n. 1897)
- 16 novembre - Carlo Bonomi, scultore e pittore italiano (n. 1880)
- 16 novembre - Henry Hawtrey, mezzofondista britannico (n. 1882)
- 16 novembre - Sam Rayburn, politico statunitense (n. 1882)
- 16 novembre - Luther Reed, sceneggiatore e regista statunitense (n. 1888)
- 17 novembre - Giovanni Boaga, matematico e geodeta italiano (n. 1902)
- 17 novembre - Otto Brändli, calciatore svizzero
- 17 novembre - Antonio Era, giurista italiano (n. 1889)
- 18 novembre - Ferdinando Bernardi, arcivescovo cattolico italiano (n. 1874)
- 18 novembre - Vincenzo Giuseppe Cavallaro, fisico italiano (n. 1886)
- 18 novembre - Hermannus Höfte, canottiere olandese (n. 1884)
- 18 novembre - Clarence Pinkston, tuffatore statunitense (n. 1900)
- 18 novembre - Ėduard Tissė, direttore della fotografia e regista sovietico (n. 1897)
- 19 novembre - Gino Girolimoni, fotografo italiano (n. 1889)
- 19 novembre - Al Keller, pilota automobilistico statunitense (n. 1920)
- 19 novembre - Michael Rockefeller, esploratore, antropologo e collezionista d'arte statunitense (n. 1938)
- 20 novembre - Violet Clifton, scrittrice britannica (n. 1883)
- 20 novembre - Eugenio Masè Dari, avvocato e economista italiano (n. 1864)
- 21 novembre - Edward Dahl, mezzofondista svedese (n. 1886)
- 21 novembre - Ferenc Mező, poeta ungherese (n. 1885)
- 21 novembre - Carlo Petrone, politico italiano (n. 1899)
- 22 novembre - Saverio Dioguardi, architetto italiano (n. 1888)
- 22 novembre - Ninon Vallin, soprano francese (n. 1886)
- 23 novembre - York Bowen, compositore inglese (n. 1884)
- 23 novembre - Camillo Cantarano, magistrato e politico italiano (n. 1875)
- 23 novembre - Winifred Greenwood, attrice statunitense (n. 1885)
- 23 novembre - Elisabetta di Waldeck e Pyrmont, nobildonna (n. 1873)
- 24 novembre - Ruth Chatterton, attrice e sceneggiatrice statunitense (n. 1892)
- 24 novembre - Allen Curtis, regista e sceneggiatore statunitense (n. 1887)
- 24 novembre - Alberto Donini, scrittore, librettista e sindacalista italiano (n. 1887)
- 24 novembre - Axel Wenner-Gren, imprenditore svedese (n. 1881)
- 25 novembre - Alessandro Gallotti, pittore italiano (n. 1879)
- 25 novembre - Claës König, cavaliere svedese (n. 1885)
- 25 novembre - Hubert Van Innis, arciere belga (n. 1866)
- 25 novembre - George Wilson, calciatore inglese (n. 1892)
- 26 novembre - Aleksandr Borisovič Gol'denvejzer, compositore e pianista russo (n. 1875)
- 26 novembre - Willy Goldberger, direttore della fotografia tedesco (n. 1898)
- 26 novembre - Riccardo Pinazzi, trombettista, compositore e direttore di banda italiano (n. 1890)
- 26 novembre - Eugène Prévost, ciclista su strada francese (n. 1863)
- 27 novembre - Alban Curteis, ammiraglio britannico (n. 1887)
- 28 novembre - Agustín Eizaguirre, calciatore spagnolo (n. 1897)
- 28 novembre - Charles Henry O'Donoghue, zoologo britannico (n. 1885)
- 28 novembre - Eva Kühn, scrittrice, saggista e traduttrice russa (n. 1880)
- 29 novembre - Jan Mioduchowski, militare e aviatore polacco (n. 1910)
- 29 novembre - Sidney Siegel, psicologo e statistico statunitense (n. 1916)
- 30 novembre - Ehrenfried Pfeiffer, teosofo tedesco (n. 1899)

## Dicembre(84)
- 1º dicembre - Giuseppe Chiostergi, politico italiano (n. 1889)
- 1º dicembre - Silvino Maffiotti, calciatore italiano (n. 1889)
- 2 dicembre - Fredrik Böök, scrittore svedese (n. 1883)
- 2 dicembre - George Simpson, velocista statunitense (n. 1908)
- 3 dicembre - Mary Charleson, attrice irlandese (n. 1890)
- 3 dicembre - Ugo Cuesta, giornalista, scrittore e marittimo italiano (n. 1897)
- 3 dicembre - Pat O'Hara Wood, tennista australiano (n. 1891)
- 3 dicembre - António Ribeiro dos Reis, calciatore, allenatore di calcio e giornalista portoghese (n. 1896)
- 4 dicembre - Frank Forman, calciatore inglese (n. 1875)
- 4 dicembre - Tsuda Sōkichi, storico e docente giapponese (n. 1873)
- 5 dicembre - Michele Gervasio, archeologo italiano (n. 1877)
- 5 dicembre - Grigorij Romanovič Ginzburg, pianista russo (n. 1904)
- 5 dicembre - Aage Walther, ginnasta danese (n. 1897)
- 5 dicembre - Yashwant Rao Holkar II, principe indiano (n. 1908)
- 6 dicembre - Frantz Fanon, psichiatra, antropologo e filosofo francese (n. 1925)
- 7 dicembre - Michal Buzalka, vescovo cattolico slovacco (n. 1885)
- 7 dicembre - Albert Geromini, hockeista su ghiaccio svizzero (n. 1896)
- 7 dicembre - Leonardo Olschki, filologo italiano (n. 1885)
- 7 dicembre - Herbert Pitman, marinaio britannico (n. 1877)
- 7 dicembre - René Adolphe Schwaller de Lubicz, alchimista, esoterista e egittologo francese (n. 1887)
- 7 dicembre - Con Walsh, martellista canadese (n. 1885)
- 7 dicembre - Emil Zilliacus, poeta finlandese (n. 1878)
- 8 dicembre - Anna Gould, filantropa statunitense (n. 1875)
- 8 dicembre - Francis Patrick Keough, arcivescovo cattolico statunitense (n. 1890)
- 8 dicembre - Geppino Micheletti, medico italiano (n. 1905)
- 8 dicembre - Francesco Severi, matematico italiano (n. 1879)
- 11 dicembre - Max Barrett, patologo, botanico e contrabbassista britannico (n. 1909)
- 11 dicembre - Ernst Buschor, archeologo, filologo classico e traduttore tedesco (n. 1886)
- 11 dicembre - Émile-Guillaume Léonard, storico, paleografo e archivista francese (n. 1891)
- 11 dicembre - Mario Rodinò di Miglione, ingegnere e politico italiano (n. 1900)
- 11 dicembre - Alexandru Săvulescu, allenatore di calcio rumeno (n. 1898)
- 12 dicembre - Hauk Aabel, attore norvegese (n. 1869)
- 12 dicembre - Aldo Bertolani, medico italiano (n. 1883)
- 12 dicembre - Alexander Grant Dexter, giornalista canadese (n. 1896)
- 12 dicembre - Daiun Sogaku Harada, maestro zen giapponese (n. 1871)
- 13 dicembre - Grandma Moses, pittrice statunitense (n. 1860)
- 14 dicembre - Giannetto Bezzecchi, calciatore italiano (n. 1900)
- 14 dicembre - Manuel Fernández, calciatore spagnolo (n. 1914)
- 14 dicembre - James Kaylor, politico e sindacalista britannico (n. 1877)
- 14 dicembre - Richard Schirrmann, insegnante tedesco (n. 1874)
- 14 dicembre - Aribert Wäscher, attore tedesco (n. 1895)
- 15 dicembre - Gioacchino Failla, biofisico italiano (n. 1891)
- 15 dicembre - Dummy Hoy, giocatore di baseball statunitense (n. 1862)
- 15 dicembre - Jean Piot, schermidore francese (n. 1890)
- 16 dicembre - Giuseppe Nessi, tenore italiano (n. 1887)
- 17 dicembre - Renzo Baraldi, pittore e scultore italiano (n. 1911)
- 17 dicembre - Giuseppe Bastianini, politico e diplomatico italiano (n. 1899)
- 17 dicembre - Denison Clift, sceneggiatore e regista statunitense (n. 1885)
- 17 dicembre - György Kőszegi, allenatore di calcio e calciatore ungherese (n. 1888)
- 18 dicembre - Olga Capri, attrice italiana (n. 1893)
- 19 dicembre - John Van Alphen, calciatore belga (n. 1914)
- 20 dicembre - Earle Page, politico australiano (n. 1880)
- 20 dicembre - Moss Hart, commediografo e regista teatrale statunitense (n. 1904)
- 20 dicembre - Frederick Dana Marsh, illustratore statunitense (n. 1872)
- 21 dicembre - Baldo Baldi, schermidore italiano (n. 1888)
- 21 dicembre - Biagio Cavanna, pistard e dirigente sportivo italiano (n. 1893)
- 21 dicembre - Angelo Nizza, drammaturgo, sceneggiatore e giornalista italiano (n. 1905)
- 22 dicembre - Elia Dalla Costa, cardinale e arcivescovo cattolico italiano (n. 1872)
- 22 dicembre - Dick Elliott, attore statunitense (n. 1886)
- 22 dicembre - Gustaf Rosenquist, ginnasta svedese (n. 1887)
- 23 dicembre - Giovanni Fercioni, stilista italiano (n. 1886)
- 23 dicembre - Vincenzo Galdi, fotografo italiano (n. 1871)
- 23 dicembre - Albert Jourda, calciatore francese (n. 1893)
- 23 dicembre - Ignazio Majo Pagano, sportivo italiano (n. 1876)
- 23 dicembre - Kurt Meyer, generale tedesco (n. 1910)
- 23 dicembre - Emanuele Mignone, vescovo cattolico italiano (n. 1864)
- 23 dicembre - Camillo Puglisi Allegra, architetto e ingegnere italiano (n. 1884)
- 24 dicembre - Robert Hillyer, poeta statunitense (n. 1895)
- 24 dicembre - Jenő Rittich, ginnasta ungherese (n. 1889)
- 25 dicembre - Anton Flettner, ingegnere aeronautico e inventore tedesco (n. 1885)
- 25 dicembre - Otto Loewi, farmacologo tedesco (n. 1873)
- 25 dicembre - Machmud Umarov, tiratore a segno sovietico (n. 1924)
- 26 dicembre - Gino Montipò, marinaio e militare italiano (n. 1879)
- 26 dicembre - Kristofer Uppdal, scrittore norvegese (n. 1878)
- 27 dicembre - Henri Deloge, mezzofondista francese (n. 1874)
- 27 dicembre - Hermann Foertsch, generale tedesco (n. 1895)
- 27 dicembre - Willem van Rekum, tiratore di fune olandese (n. 1892)
- 28 dicembre - Mario Grampa, politico italiano (n. 1889)
- 28 dicembre - Guido Manganelli, archivista italiano (n. 1888)
- 28 dicembre - Giovanni Ponti, partigiano e politico italiano (n. 1896)
- 28 dicembre - Edith Wilson, first lady statunitense (n. 1872)
- 29 dicembre - Cesare Teofilato, storico, bibliotecario e politico italiano (n. 1881)
- 30 dicembre - Josef Havlíček, architetto ceco (n. 1899)
- 30 dicembre - Larry McCormick, hockeista su ghiaccio canadese (n. 1890)

## Senza giorno specificato(59)
- Sepp Angerer, imprenditore tedesco (n. 1899)
- William Balmer, calciatore britannico (n. 1875)
- Silvio Baratta, politico e avvocato italiano (n. 1887)
- Ervin Barker, altista statunitense (n. 1883)
- Percy Barton, calciatore inglese (n. 1893)
- Erich Bohuslav, pallanuotista austriaco (n. 1927)
- Anna Branzoni, cestista e allenatrice di pallacanestro italiana (n. 1925)
- Giulio Casanova, architetto e ceramista italiano (n. 1875)
- Celestino Celestini, pittore e incisore italiano (n. 1882)
- François Charles-Roux, diplomatico francese (n. 1879)
- Maurice Chavagne, cestista belga
- Maria Chiappelli, scrittrice e traduttrice italiana (n. 1902)
- Eugenio Cibelli, tenore italiano (n. 1883)
- Giovanna Cigoli, attrice e doppiatrice italiana (n. 1886)
- Vito Vittorio Crocitto, pianista italiano (n. 1908)
- Pablo Dacal, calciatore uruguaiano (n. 1886)
- Giovanni Del Lungo, traduttore e dialoghista italiano (n. 1881)
- Juan Delgado, calciatore uruguaiano (n. 1889)
- Jakub Deml, poeta ceco (n. 1878)
- Anna Maria Di Giorgio, divulgatrice scientifica italiana (n. 1897)
- Makram Ebeyd, politico egiziano (n. 1889)
- Giuseppe Flangini, pittore italiano (n. 1898)
- Ernst Flückiger, calciatore svizzero (n. 1887)
- Paul Geheeb, pedagogista svizzero (n. 1870)
- François Gibens, ginnasta belga (n. 1896)
- Giorgio Gonelli, aviatore e militare italiano (n. 1930)
- Hjalmar Gullberg, poeta svedese (n. 1898)
- Karl Gyurkowicz, calciatore svizzero (n. 1903)
- Gemma Harasim, pedagogista italiana (n. 1876)
- Charles Kingsley Webster, diplomatico e storico britannico (n. 1886)
- Vlastimil Košvanec, pittore e illustratore ceco (n. 1887)
- Vahan Kurkjian, scrittore, storico e insegnante armeno (n. 1863)
- Ines Lidelba, attrice teatrale italiana (n. 1893)
- Maria Lupieri, artista italiana (n. 1901)
- Vasco Magrini, aviatore italiano (n. 1896)
- Luigi Mattioni, architetto, urbanista e teorico dell'architettura italiano (n. 1914)
- Luigi Pellanda, presbitero e storico italiano (n. 1885)
- Attilio Perez, architetto e imprenditore italiano (n. 1880)
- Rodolfo Petracco, architetto italiano (n. 1889)
- Gaetano Pietra, statistico e politico italiano (n. 1879)
- Manuel Augusto Pirajá da Silva, medico brasiliano (n. 1873)
- Silvio Pucci, pittore italiano (n. 1892)
- Dario Ravano, ceramista italiano (n. 1876)
- Paul Robert, schermidore svizzero
- Michail Alekseevič Romanov, calciatore russo (n. 1895)
- Mario Rossi, architetto italiano (n. 1897)
- Georges Rötig, pittore francese (n. 1873)
- Willi Ruge, fotografo tedesco (n. 1892)
- Enrico Sabatini, direttore di banda e compositore italiano (n. 1894)
- Renzo Segala, giornalista italiano (n. 1905)
- Ernesto Suardo, ingegnere e politico italiano (n. 1890)
- Luigi Sussi, chirurgo e politico italiano (n. 1894)
- Flaminia Theodoli, cestista italiana (n. 1914)
- Ioannis Theotokis, politico greco (n. 1880)
- Alessandro Tronconi, psichiatra e politico italiano (n. 1885)
- Giuseppe Tudini, imprenditore italiano (n. 1885)
- Karl Volk, politico e giornalista tedesco (n. 1896)
- Ma-Xu Weibang, regista e attore cinese (n. 1905)
- Taha al-Hashimi, generale e politico iracheno (n. 1888)